# Xampanya-Ardenes
Xampanya-Ardenes (Champagne-Ardenne en francès) és una antiga regió de França, actualment inclosa en la regió del Gran Est. Comprenia els departaments d'Alt Marne, Ardenes, Aube i Marne. Inclou la província històrica de Xampanya i la regió de les Ardenes. La capital era establerta a Châlons-en-Champagne.

## Geografia
Xampanya-Ardenes limita amb les regions de Lorena, el Franc Comtat, la Borgonya, l'Illa de França i la Picardia. Així mateix, limita al nord amb Bèlgica.

## Demografia
La població regional pateix una constant disminució des de 1982, deguda en bona part a l'èxode rural. Amb poc més del 2% de la població francesa (França metropolitana), Xampanya-Ardenes és una de les regions menys poblades.
La densitat de població és de 52 habitants/km², menys de la meitat de la mitjana francesa que està situada als 111 habitants/km²,mais or mens 45 m.

## Política
El president de la regió és el socialista Jean-Paul Bachy, que ocupa aquest càrrec des de les eleccions regionals de 2004.
La coalició progressista que va encapçalar Jean-Paul Bachy estava formada pel Partit Socialista, el Partit Comunista Francès, el Partit Radical d'Esquerra i el Moviment Republicà i Ciutadà. Aquesta coalició va obtenir, a la segona volta de les eleccions regionals de 2004, el 41,89% dels vots i 28 dels 49 escons en joc, és a dir, va obtenir la majoria absoluta al Consell Regional de Xampanya-Ardenes.
La coalició de dreta, formada per la UMP, la Unió per a la Democràcia Francesa i el Moviment per França, i encapçalada pel president sortint, Jean-Claude Etienne, va aconseguir el 39,82% dels vots i 15 escons. Aquesta coalició va ser la llista més votada als departaments d'Aube i Marne.
La candidatura del Front Nacional va ser la menys votada a la segona volta de les eleccions, amb el 18,28% dels vots i 6 escons. Aquest resultat suposa un escó més per aquest partit respecte de les eleccions regionals de 1998.